# Aurelius (Nowy Jork)
Aurelius – miasto w Stanach Zjednoczonych, w stanie Nowy Jork, w hrabstwie Cayuga.